# Leonardo Henrique Peixoto dos Santos
Leonardo Henrique Peixoto dos Santos, ou apenas Henrique (Rio de Janeiro, 16 de julho de 1977) é um ex-futebolista brasileiro, que atuava como zagueiro.

## Carreira
Revelado pelo Bonsucesso mas com passagem ainda pela base vascaína, o zagueiro Henrique surgiu nos profissionais em 1998. Com um time - e uma zaga - campeão, conquistou os seus primeiros títulos, mesmo com poucas oportunidades entre os titulares. Não se firmou em seus primeiros anos e acabou sendo negociado para atuar no Litex da Bulgária em 2001. Na Europa, sofreu com o racismo e chegou a ser humilhado pelos seus "companheiros" de clube. Voltou em 2003 à São Januário e no mesmo ano começou a ser visto como amuleto ao marcar um gol contra o Figueirense - aos 45º do segundo tempo - , na antepenúltima rodada do Brasileiro, acabando com as possibilidades de rebaixamento. Em 2004 repetiu o feito, desta vez ao balançar as redes na penúltima rodada, contra o Atlético-PR. Porém, não chegou à um acordo ao final da temporada e deixou novamente à Colina. Passou por Atlético-MG e Fluminense, até voltar a se destacar pelo Itumbiara, em 2008. Em 2011, Henrique assinou com o America-RJ, para a disputa da Copa Rio.

## Titulos
Vasco da Gama
- Torneio Rio-São Paulo: 1999
- Taça Rio: 1999, 2001 e 2004
- Taça Guanabara: 2000 e 2004
- Campeonato Brasileiro: 2000
- Copa Mercosul: 2000

Itumbiara
- Campeonato do Interior: 2007
- Campeonato Goiano: 2008

Goiás
- Campeonato Goiano: 2009